# Club Deportivo Luis Ángel Firpo
El Club Deportivo Luis Ángel Firpo (conocido como Firpo) es un club de fútbol salvadoreño fundado en 1923 y ubicado en la ciudad de Usulután, jugando sus partidos como local en el Estadio Sergio Torres Rivera. 
Han obtenido diez títulos de campeón de Primera División. El período más exitoso del club fue entre 1988 y 2000, cuando lo ganaron en siete ocasiones.

## Historia

### Fundación del club (1923)
Si bien originalmente el club fue llamado Tecún Umán, cuatro días más tarde pasó a ser Club Deportivo Luis Ángel Firpo. El cambio se debió a la gran popularidad del boxeador Argentino Luis Ángel Firpo «El Toro Salvaje de las Pampas» después de la famosa pelea contra Jack «El Gato» Dempsey, el campeón mundial peso completo, el 14 de septiembre de 1923 en el Polo Grounds de Nueva York. De esta forma, dado que varios miembros de la junta directiva eran aficionados al boxeo, se decidió cambiar el nombre al equipo que posteriormente, sería el primer tricampeón del fútbol salvadoreño.
El 21 de septiembre de 1923, la junta directiva del club presidida por Gustavo Denys, aprobó la moción de cambiar el nombre Tecún Umán por Luis Ángel Firpo.
Poco tiempo después, la junta directiva acordó utilizar los colores rojo y blanco para el uniforme, también se usa el azul, pero es menos predominante, siendo estos los colores del club argentino San Lorenzo de Almagro, del cual Luis Ángel Firpo el homenajeado con su nombre en el club era aficionado; y además el logo con la figura de un toro en honor al «Toro de las Pampas» del boxeador antes mencionado. Más adelante, sería agregado el color azul de manera definitiva por el presidente Sergio Torres Rivera.

#### Escudo
Tiempo después, la junta directiva acordó sustituir la figura del toro en la camiseta, e instituir el escudo oficial del equipo. El mismo está formado por un triángulo de lados redondeados, acotado en la parte superior por dos semicírculos; en fondo blanco y letras azules reluce el nombre del club, el cual yace sobre líneas verticales intercaladas de color rojo y azul. Dichos colores y escudo fueron tomados del Club Atlético San Lorenzo de Almagro equipo del cual el boxeador argentino era hincha. Arriba del escudo, se colocan tantas estrellas como títulos ha obtenido el equipo.

### Inicio de los torneos oficiales (1942)
Pese a que el equipo se desempeñó como tal por varias décadas, la falta de torneos oficiales en el país no le permitían desarrollase de manera profesional. Fue hasta 1942 cuando obtuvo su primer título como mejor equipo de la zona oriental, título que repitió en 1943 y 1946, recibiendo como premio el derecho a disputar un cuadrangular con el resto de campeones de zona del país.
Fue en 1948, cuando se iniciaron los torneos nacionales oficiales, que logró alcanzar la quinta posición del primer torneo. Pese a su buen desempeño en los siguientes torneos, no consiguió títulos y descendió a segunda división en 1958; al siguiente año regresó a primera división y descendió una vez más en 1962. Retornó a la primera categoría en 1967 y la perdió al siguiente año, esperando hasta ascender en 1972. En 1982 volvió a descender, pero compró la categoría al equipo ascendente por una suma de 25 000 colones.
Aunque la historia de Firpo comenzó en los años 1920, la afición usuluteca tuvo que esperar hasta 1987, cuando Sergio Torres Rivera asumió la presidencia del equipo, para comenzar a cambiar su modesta historia y convertirse en una de las escuadras más dominantes de los últimos años en el fútbol salvadoreño.

### Presidencia de Sergio Torres Rivera (1980)
A finales de la década de los ochenta, el Club Deportivo Firpo ya contaba con dos subcampeonatos nacionales (1941-42 y 1955-56). De regreso a la liga de privilegio tras comprarle la categoría al Agave F.C. en el año 1982, a la dirigencia del equipo se agregó un hombre que supo dedicar su tiempo y dinero para cambiar la pobre trayectoria que el equipo salvadoreño había logrado hasta ese momento. Con su dedicación, Sergio Torres Rivera y Familia alzaron a L.A. Firpo a los primeros planos del fútbol local y del área centroamericana.
Así, el Club Deportivo Luis Ángel Firpo se coronaría por primera vez en su historia campeón nacional la temporada 1988-1989. Esto sería apenas el comienzo del despertar del decano del fútbol salvadoreño, ya que dos años más tarde Firpo conseguiría algo sin precedentes en el fútbol de El Salvador: coronarse tricampeón nacional, en (1990-1991, 1991-1992, 1992-1993). De todas las finales jugadas desde 1989 hasta 2000 Firpo disputó 12, quedando únicamente fuera de dos. En dicha década Firpo consiguió coronarse 6 veces campeón (1988-1989, 1990-1991, 1991-1992, 1992-1993, 1997-1998, 1999 y 2000), y también logró 5 subcampeonatos (1989-1990, 1994-1995, 1995-1996, 1996-1997 y 1998).

### Torneos Cortos
El equipo ultra-lempino ya se daba para entonces un nombre dentro del redondo salvadoreño, en la temporada 1997-1998, el domingo 31 de mayo de 1998 en el estadio Cuscatlán, consiguen el quinto título de su palmarés, al vencer a Club Deportivo FAS de Santa Ana 2-0 con anotaciones de Raúl Toro y Abraham Monterrosa, siendo este el último título conseguido bajo el formato de torneo largo para un equipo salvadoreño.
Nuevos cambios en la competición son oficializados y para L.A. Firpo la corona se le hizo esquiva en el primer torneo con dicha modalidad, perdiendo la final 1-0 con Alianza F.C., sin embargo para el Clausura 1999 el club vuelve a ser protagonista de una final esta vez venciendo en los penaltis 5-4 (1-1 tiempo regular) a C.D. FAS, de la misma forma se agrega un título más en el Clausura 2000 frente al ADET también en los penaltis 10-9 (1-1 tiempo regular)  consagrándose campeón por séptima vez.

#### Sequía "Pampera" y bicampeonato
Desde el Clausura 2000 el equipo no lograba campeonizar, cuatro finales perdidas, (Alianza F.C (1-0) Apertura 2001, San Salvador FC (3-1) Clausura 2003, CD FAS (3-1) Clausura 2005, e Isidro Metapan (1-0) Clausura 2007), parecían "mofa" para los manudos.
Sin embargo para el Apertura 2007 logran de nuevo el trofeo al derrotar a las asociados de CD FAS 5-3 en penaltis (1-1 tiempo regular), y posteriormente alcanzarían al bicampeonato Clausura 2008 ganando de nueva cuenta al representativo de la "Ciudad Morena", esta vez 1-0 ya en tiempo extra.
Tras de nuevo caer en un periodo de cinco años sin títulos, incluida una final perdida frente a Isidro Metapan (Clausura 2009), vuelve de nuevo a la pelea de una final para el Clausura 2013 donde con un polémico 3-0, vencen a CD FAS alcanzando el décimo y último campeonato doméstico en su país hasta el momento previo a su descenso y compra de categoría.

#### Declive y quinto descenso
El equipo "pampero" tras la obtención de su décimo título, comenzó a padecer una decadencia inesperada en su rendimiento para el Torneo Apertura 2013, incluyendo además la eliminación temprana en el Torneo de la Liga de Campeones de la CONCACAF para la temporada 2013-2014. Tanto fue el bajo rendimiento en el torneo doméstico de su país, que al finalizar el campeonato regular finalizó último lugar contando apenas con 15 puntos, impidiéndole defender el cetro de campeón.
Inesperadamente para el siguiente torneo, el Clausura 2014 los "Toros" incapaces de levantar cabeza y no lograron mantener la categoría, haciéndoles volver a segunda división tras 32 años en la Primera. Esto tras una lucha cerrada por el no descenso impensable por muchos con C.D. Águila y con C. D. Universidad de El Salvador, empatando al final de 18 jornadas regulares con estos en el puntaje con 28 puntos, pero desfavoreciendo al Firpo en la diferencia de goles.

#### Primer etapa en Liga de Ascenso moderna (2014 - 2016)
Con ello el Firpo afrontaba una nueva etapa de su historia de nueva cuenta en la Liga de Ascenso, en el Torneo Apertura 2014 de la "segunda". El cuadro usuluteco se convirtió en la sensación del campeonato donde terminó primero en el Grupo "A" de su zona, para la etapa de cuartos de final enfrentó al 4° lugar del Grupo "B", C.D. Marte Soyapango con quien tras empatar 1-1 en el partido de ida, le derrota inesperadamente 1-2 en Usulután, golpe que calo duro en la interna del club.
Después del trago amargo de la eliminación, para el Torneo Clausura 2015 el equipo "pampero" nuevamente realiza una excelente campaña, finalizando primero en las dos vueltas de clasificación, enfrenta de nueva cuenta al 4° lugar del Grupo "B" C.D. El Roble de Ilobasco, el cual contra todo pronóstico lo derrota 5-0 en el partido de ida, poniéndole cuesta arriba llegar a semifinales, para el choque de vuelta en la cancha del Estadio Sergio Torres el club confiaba en la remontada, sin embargo a pesar de la victoria 3-0 no logró la hazaña y volvía a quedar al margen de la competencia.
Tras el nuevo chasco, Firpo se reestructura y afronta el Apertura 2015, con la finalidad de espantar la "mala racha"  que parecía emerger en las instancias finales, por tercera ocasión consecutiva finaliza la temporada regular en el primer lugar de su grupo, para entonces las bases de la competencia establecía como novedad el hecho que se aumentara a 24 el número de equipos y por ende se disputare una ronda de octavos de final, en la misma L.A. Firpo enfrentó al 8° lugar del certamen en el Grupo "B" C.D. Brasilia, de Suchitoto, aquí los "manudos"  superaron sin problemas con un 6-0 en Usulután y 1-3 en el Monumental Cuscatlan, para la ronda de cuartos de final se ven las caras con el equipo "cuchero" de Municipal Limeño de Santa Rosa de Lima, nuevamente los "pamperos"  tropezaron en el partido de ida, esta vez con marcador de 2-0, con el resultado en contra, Firpo buscó la remontada en su feudo, y tras 120 minutos el marcador finalizó 3-1 a su favor, obligando a la definición desde el punto penal, cayendo de nueva cuenta 3-2.

#### Retorno a Primera
Tras intentar infructuosamente ascender de manera deportiva, Firpo tomó la decisión de comprar la categoría a Juventud Independiente, quien atravesaba problemas económicos graves y así volver a la Primera División para el torneo Clausura 2016 e iniciara su participación en la décima novena posición con 22 puntos. .
La noticia fue revelada el 2 de diciembre de 2015, por el administrador de Firpo y el presidente de Juventud Independiente Romeo Barillas, quienes confirmaron haber llegado a un acuerdo económico. por ello se vieron obligados de parte de las autoridades de la LMF a mantener el nombre del equipo opicano durante todo el Torneo Clausura 2016 por aspectos jurídicos , mientras el verdadero Luis Ángel Firpo participó en dicho torneo en segunda división, retomando su nombre oficial y el ascenso legal y administrativo a partir del Torneo Apertura 2016.

#### Nuevo declive y sexto descenso
Tras un nuevo periodo de malos resultados, el equipo no lograría mantener el rendimiento en sus campañas dentro del torneo doméstico, finalizando el Apertura 2018 con un alarmante 12.º lugar a 6 puntos del más cercano rival; por lo cual el riesgo de descenso era inminente, mismo que vio concretado en jornada 21 el Clausura 2019, sellando su retorno a la Segunda del país centroamericano.

#### Nuevamente a Primera
Luego de su descenso el club tricolor no pudo inscribirse a la segunda debido a problemas económicos y demandas generadas por impagos hacia exfutbolistas, por lo que estuvo inactivo durante toda esa temporada, aunque sin desaparecer como institución deportiva. Para el Torneo Apertura 2020 se presentó como novedad la desaparición de Independiente bajo la denominación en la que se encontraba activo C.D. Audaz, quien tras problemas financieros y de logística administrativa, decidiera ceder la categoría al club usuluteco, siendo uno de los "benjamines" en ese torneo dado que fueron congelados previamente los ascensos y descensos por Pandemia de COVID-19.

## Títulos nacionales
Los diez títulos obtenidos por el equipo se distribuyen a lo largo de casi dos décadas, marcándose por la casi totalidad de definición por tiros de penal o tiempos extras.
1. Campeonato 1988-89: la final se llevó a cabo el 2 de abril de 1989 en el Estadio Cuscatlán entre L.A. Firpo y el Club Deportivo Cojutepeque. El resultado fue de 2-2 en el tiempo regular. Los goles fueron anotados por José María Batres ('5 y '91) para el equipo usuluteco y por Percival Piggott ('6) y Javier Ventura ('26) para el equipo contrario. Finalizada la Prórroga, el campeonato se resolvió a través de definición por penales, favoreciéndose Firpo con un marcador de 4-3. El goleador del torneo fue el peruano Miguel Seminario. El entrenador en aquella temporada fue el chileno Julio del Carmen Escobar.[11]
2. Campeonato 1990-91: la final, disputada el 30 de junio de 1991 en el Estadio Cuscatlán, dio como ganador a L.A. Firpo sobre el Club Deportivo Águila con un marcador de 1-0, gol marcado por Marlon Menjívar en el minuto 69. Aquel equipo era dirigido por el uruguayo Juan Carlos Masnik.[11]
3. Campeonato 1991-92: el tercer campeonato se logró el 5 de julio de 1992 en el Estadio Cuscatlán bajo la dirección técnica del macedonio Kiril Dojcinowski. El marcador fue de 3-0 sobre el Alianza Fútbol Club con goles de Fernando de Moura ('74) y de Nidelson De Mello ('77 y '84).[11]
4. Campeonato 1992-93: repitiendo Dojcinowski como director técnico, el equipo obtuvo en el Estadio Cuscatlán su cuarta corona. Sucedió el 27 de junio de 1993 frente al mismo equipo de la temporada anterior. Esta vez el marcador fue de 2-1 favorable a los usulutecos; los goles fueron anotados por Raúl Díaz Arce ('50) y Celio Rodríguez ('70) para Firpo, así como Miguel Bauzá ('25) para el rival.[11]
5. Campeonato 1997-98: el equipo volvió a ser campeón de la mano del técnico Julio Escobar en la final disputada el 31 de mayo de 1998 en el Estadio Cuscatlán. Los goles usulutecos fueron anotados por Raúl Benito Toro ('65) y Abraham Monterrosa ('88) frente a ningún gol anotado para el rival, Club Deportivo FAS.[11]
6. Clausura 1999: tras los goles de Mauricio dos Santos ('12) para L.A. Firpo y de Jorge Wagner ('54) para Club Deportivo FAS, los dirigidos por Julio Escobar se coronaron campeones en el Estadio Cuscatlán el 30 de mayo de 1999 en una tanda de penales que acabó 5-4.[11]
7. Clausura 2000: la final se disputó el 1 de julio de 2000 en el Estadio Cuscatlán. Por L.A. Firpo marcó Mauricio Dos Santos ('39) y por Asociación Deportiva el Tránsito marcó Juan Panameño ('61). Los dirigidos por Julio Escobar acabaron ganando en la tanda de penales por 11-10, en el partido en el que más tiros de penal se han cobrado en el fútbol salvadoreño.[11]
8. Apertura 2007: siete años después desde su último título, el equipo alcanzó una vez más la corona el 16 de diciembre de 2007 en el Estadio Cuscatlán. Con goles de Patricio Barroche ('40) para L.A. Firpo y Alfredo Pacheco ('80) para Club Deportivo FAS, los dirigidos por el argentino Horacio Cordero enfrentaban una nueva definición por penales, la cual ganó con marcador de 5-3.[11]
9. Clausura 2008: la final se disputó el 1 de junio de 2008 en el Estadio Cuscatlán. Tras acabar el partido con empate a cero, la prórroga dejó como campeón a Firpo con un gol de penalti anotado por Guillermo José Morán ('119).[12]
10. Clausura 2013: por quinta vez en torneos cortos, Luis Ángel Firpo enfrentó al FAS en la final el 26 de mayo de 2013 en el estadio Cuscatlán. Con goles de Anel Canales ('7), Medardo Max Guevara ('55) y Marlon Trejo ('65') se llevó la décima corona con un contundente marcador de 3 goles por 0 en los noventa minutos de juego.[13]

## Estadio
En 1924, Firpo ya tenía su propia cancha con el esfuerzo de los directivos; sin embargo, fue en 1950 cuando los dirigentes del cuadro usuluteco comenzaron a construir los muros, las graderías y techaron la zona del costado poniente del estadio. Cabe destacar que se desconoce la cantidad de dinero que los primeros directivos del equipo dieron por la propiedad, que mide 13.821 m².
El estadio mantuvo el nombre de Luis Ángel Firpo hasta 1997, cuando fue nombrado «Sergio Torres Rivera», en honor al dueño y presidente del equipo en la década de los 90. Por este tiempo, la dirigencia del equipo instaló cuatro torres de iluminación para jugar partidos nocturnos y edificaron más graderíos para que los aficionados estuvieran cómodos, con aproximadamente un máximo de 5000.
A finales del año 1999, se acordó que Firpo jugaría en dos sedes alternas: una sería el Estadio Sergio Torres Rivera (Usulután), y la segunda sería el Estadio Cuscatlán (San Salvador), teniendo gran éxito en taquillas. En el Torneo Apertura 2004 se terminó con esta casi tradición, ya que con la modificación de las bases de competencia de la Liga salvadoreña de fútbol impide a un equipo tener dos sedes a la vez. De tal manera Firpo volvió a tener como única sede el Estadio Sergio Torres Rivera. Pese a eso, cuando se enfrenta a equipos con aficiones muy grandes, se acuerda por motivos económicos jugar en la capital.
Su estadio, el Sergio Torres Rivera es una excepción en el fútbol de El Salvador, ya que Firpo es el único equipo en la Liga mayor (anteriormente junto con el extinto C.D. Vista Hermosa y el Club Deportivo Universidad de El Salvador), que cuentan con estadio propio bajo su administración. El mismo data de 1925 y está ubicado en el barrio La Parroquia, Usulután.

## Afición
Firpo es uno de los equipos más populares de El Salvador La Barra del equipo es denominada "Furia Pampera" la cual fue organizada en los años 1990 en un barrio de zona sur de Usulután, durante la época de mayor auge del club. Cuenta con una de las aficiones más numerosas y fieles de El Salvador.

## Rivalidades Deportivas
Vrs C.D. FAS
El denominado "Clasico de los 90s"  debido a ocho finales disputadas entre ambos clubes en la mencionada década. De esas 8 finales el equipo de pampero domina los enfrentamientos con 5 victorias frente a tres del equipo tigrillo. Los dos primeros enfrentamientos fueron victorias del C.D. FAS en los torneos 1994-95 y 1995-96. No fue sino hasta el torneo 1997/98 que el C.D. Luis Ángel Firpo se impuso 2:0 al equipo santaneco, con lo que empezó su dominio en finales (otras 4 victorias pamperas por una de los tigrillos) en los torneos Clausura 1999, Apertura 2007, Clausura 2008 y Clausura 2013.
Vrs Alianza F.C.: 

 El llamado "Clásico Joven" entre el equipo capitalino y el equipo usuluteco, que se inició con el surgimiento del C.D. Luis Ángel Firpo como uno de los protagonistas de la historia del fútbol salvadoreño a fines de la última década del siglo XX. Es un duelo que se ha dado en 6 finales de los torneos del fútbol salvadoreño, ganando el equipo pampero 2 de ellas en los torneos de 1991/92 y 1992/93. 
Vrs C.D. Águila

 Este encuentro denominado "Derbi Oriental" se da entre las dos instituciones deportivas más emblemáticas en el Oriente del país, ambos compiten por el orgullo de ser el mejor equipo de fútbol en la Zona Oriental de El Salvador. Existe una referencia de enfrentamientos directos en finales y esa fue con victoria usuluteca por 1:0 en el torneo 1990/91.

### Estadísticas contra Rivales
Durante toda la historia el equipo usuluteco ha enfrentado a sus rivales, siendo los partidos contra el Club Deportivo FAS, los que se cuentan por más disputas entre ambos clubes.
| Equipo                                 | PJ  | PG Firpo | PE | PG Rivales | GF  | GC  |
| -------------------------------------- | --- | -------- | -- | ---------- | --- | --- |
| C.D. Luis Ángel Firpo vrs C.D. FAS     | 205 | 56       | 74 | 74         | 236 | 297 |
| C.D. Luis Ángel Firpo vrs C.D. Águila  | 203 | 54       | 68 | 80         | 235 | 275 |
| C.D. Luis Ángel Firpo vrs Alianza F.C. | 205 | 62       | 62 | 81         | 255 | 295 |

## Datos del club
Temporadas en 1.ª: 53
Temporadas en 2.ª: 11
Mejor puesto en la liga: 1°
Peor puesto en la liga: 12°
Equipos filiales:
Club Deportivo Luis Ángel Firpo "Reserva"
Club Deportivo Luis Ángel Firpo "Femenino"
Club Deportivo Luis Ángel Firpo"Categoría Sub-17"
Club Deportivo Luis Ángel Firpo "Categoría Sub-15"

## Jugadores

### Plantilla Apertura 2025
- = Lesionado de larga duración
- = Capitán
- = Formado en el club

## Entrenadores
| - Luis Alonso Santana - Juan Antonio Merlos - Raúl Magaña - Manuel Segurado (1940-1950) - Luis Antonio Regalado (1950-1959) - Narciso Romagoza (1959-1960) - Luis Antonio Regalado (1960-1961) - Fermín Águila (1961–1961) - Ramón Luis Rodríguez (1961-1962) - Víctor Manuel Ochoa (1963-1967) - Jorge Tupinambá (1968–1974) - Marcelo Estrada (1974-1974) - Jorge Venegas (1975-1975) | - Raúl Magaña (1975-1975) - René Mena (1979-1980) - Miguel Aguilar Obando (1985-1985) - Julio Escobar (1987-1987) - Hugo Luis Lencina (1987-1988) - Juan Quarterone (1988-1988) - Julio Escobar (1988-1989) - Juan Carlos Masnik (1990-1991) - Kiril Dojcinovski (1991-1992, 1993-1994) - Hernán Carrasco Vivanco (1992-1993) - Julio Escobar (1994-1995) - Kiril Dojcinovski (1995-1996) | - Julio Escobar (1997-1998) - Nelson Brizuela (1999-1999) - Julio Escobar (1999-2000) - Miloš Miljanić (2000-2003) - Gustavo de Simone (2003-2004) - Saúl Rivero (2004-2005) - Leonel Cárcamo (2005-2005) - Miloš Miljanić (2006-2006) - Leonel Cárcamo (2006-2007) - Hugo Coria (2007-2007) - Horacio Cordero (2007-2007) - Gerardo Reinoso (2008-2008) | - Miguel Aguilar Obando (2008-2008) - Óscar Emigdio Benítez (2008-2008) - Agustín Castillo (2008-2009) - Hugo Coria (2009-2010) - Ramiro Cepeda (2010-2011) - Nelson Ancheta (2011-2012) - Edgar Henríquez (2012-2013) - Roberto Gamarra (2013-2013) - Ramiro Cepeda (2013-2014) - Leonel Cárcamo (2014-2014) - Nelson Ancheta (2014-2015) - Álvaro Misael Alfaro (2015-2016) | - José Mario Martínez (2016-2016) - Juan Ramón Sánchez (2016-2017) - Eraldo Correia (2017-2018) - Geovanni Trigueros (2018) - Asdrubal Kasselly Flores (2019) - Carlos de Toro (2019) - William Renderos Iraheta(2020) - Roberto Gamarra (2020-2022) - Eraldo Correia (2022) - Carlos Romero (2022) - Guillermo Rivera (2023) - Gabriel Alvarez (2024-2025) - Marvin Solano (2025-actualidad) |

### Entrenadores campeones
Cabe destacar que el chileno Julio del Carmen Escobar es el entrenador con mayor cantidad de títulos obtenidos (4), ganando los torneos de 1988/89 frente al C.D Cojutepeque, 1997/98 al C.D. FAS por 2:0, el Clausura 1999 al C.D. FAS por penales 5:4, luego de un empate 1:1 en el tiempo reglamentario y su última copa fue al derrotar en penales 11:10 al ADET F.C. en el torneo de Clausura 2000. Además, cuenta con la mayor cantidad de encuentros disputados en la historia del club. Solo en los torneos cortos estuvo en el área técnica firpense una cantidad de 106 partidos.

### Técnicos campeones en Primera División
| Número | Técnico                  | Títulos |
| ------ | ------------------------ | ------- |
| 1      | Julio del Carmen Escobar | 4       |
| 2      | Kiril Dojcinovski        | 2       |
| 3      | Juan Carlos Masnik       | 1       |
| 4      | Horacio Cordero          | 1       |
| 5      | Gerardo Reinoso          | 1       |
| 6      | Roberto Gamarra          | 1       |

## Presidentes del club
| Nombre                        | Años |
| ----------------------------- | ---- |
| Gustavo Denys                 | 1930 |
| David Munguía Payés           | TBA  |
| Santiago González             | TBA  |
| Julio López Jiménez           | TBA  |
| Juan Víctor Boillat           | TBA  |
| Gilberto Flores Huezo         | TBA  |
| José Gregorio Zelaya          | TBA  |
| Dr. José Humberto López Cobos | TBA  |

| Nombre            | Años |
| ----------------- | ---- |
| Vicente Rogiero   | TBA  |
| Galileo Castañeda | TBA  |
| Miguel Alcántara  | TBA  |
| David Urquilla    | TBA  |
| Lorenzo Campos    | TBA  |
| Salvador Jiménez  | TBA  |
| Ramón Aparicio    | TBA  |
| Virgilio Machuca  | TBA  |

| Nombre            | Año |
| ----------------- | --- |
| Rafael Baires     | TBA |
| Napoleón Osegueda | TBA |
| Enrique Santos    | TBA |
| Fernando Alvarado | TBA |
| Ramiro Luna Boza  | TBA |
| Ovidio Martínez   | TBA |
| William Handal    | TBA |
| Gustavo Torres    | TBA |

## Palmarés

### Torneos nacionales (10/13)
| Competiciones nacionales | Competiciones nacionales                                                                        | Competiciones nacionales | Competiciones nacionales |
| Competición              | Títulos                                                                                         | Subtítulos |                          |
| ------------------------ | ----------------------------------------------------------------------------------------------- | --- | ------------------------ |
| Primera División (10/11) | 1988-89, 1990-91, 1991-92, 1992-93, 1997-98, Cl. 1999, Cl. 2000, Ap. 2007, Cl. 2008 y Cl. 2013. | 1955-56, 1989-90, 1994-95, 1995-96, 1996-97, Ap. 1998, Ap. 2001, Cl. 2003, Cl. 2005, Cl. 2007, Cl. 2009, Cl. 2024 y Cl. 2025. |                          |
| Copa Nacional (0/2)      |                                                                                                 | 1990-1991, 1999-2000. |                          |
|                          |                                                                                                 | |                          |
| Segunda División (3/4)   | 1960-61, 1965-66, 1967-68                                                                       | 1957-58, 1961-62, 1971-72 y 1963-64.                                                                                          |                          |
| Tercera División (2)     | 1988-89 y 2001-02                                                                               | |                          |

### Torneos internacionales (0/2)
| Competiciones internacionales               | Competiciones internacionales | Competiciones internacionales | Competiciones internacionales |
| Competición                                 | Títulos                       | Subtítulos                    |                               |
| ------------------------------------------- | ----------------------------- | ----------------------------- | ----------------------------- |
| Recopa de la Concacaf (0/1)                 |                               | 1995.                         |                               |
| Torneo Centroamericano de la Concacaf (0/1) |                               | 1990.                         |                               |

### Torneos regionales (3)
| Competición regional         | Competición regional | Competición regional | Competición regional |
| Competición                  | Títulos              | Subtítulos           |                      |
| ---------------------------- | -------------------- | -------------------- | -------------------- |
| Zona Oriental de El Salvador | 1942, 1943, 1946     |                      |                      |

## Estadísticas de Torneos Nacionales e Internacionales

### Participaciones internacionales
| Competición                      | Edición                                          |
| -------------------------------- | ------------------------------------------------ |
| Concachampions (8)               | 1989, 1990, 1991, 1992, 1993, 1994, 1997 y 1998. |
| Copa lnterclubes de la Uncaf (2) | 1999 y 2005.                                     |
| Recopa de la Concacaf (2)        | 1993 y 1995                                      |
| Copa Centroamericana             | 2024.                                            |

Desde la implementación del formato de torneos cortos en El Salvador, C.D. Luis Ángel Firpo ha obtenido las siguientes estadísticas:908 juegos, obteniendo 338 victorias, 293 empates, 277 derrotas, con 1,177 goles a favor y 1,034 goles en contra para una diferencia de +143. Esto incluye juegos del torneo, repechaje para acceder a semifinales por empate en puntos, semifinales y finales disputadas por el equipo taurino.
Desde 1998, con el nuevo formato de torneo, el club usuluteco ha participado en 11 finales de las cuales ha conquistado 5 y perdido 6. Además, de los 30 torneos disputados en este formato, ha participado en 21 semifinales, siendo una de los equipos de la Liga con mayor cantidad de participaciones en las instancias finales.
Luego de su descenso a Segunda División en el Torneo de Clausura 2013, El L.A. Firpo, adquirió los derechos de participar en el Torneo Clausura 2016 a Juventud Independiente, sin embargo, por motivos de normas de participación en el torneo mantuvo administrativamente el nombre del equipo opicano, pero siendo L.A. Firpo como equipo. Por lo cual, se detalla aparte la cantidad de juegos disputados en la temporada regular más los partidos de cuartos de final en la liguilla con el C.D. Dragón.
También sufrió descenso en el año 2019; por lo que, pasó el torneo apertura 2019 y torneo clausura 2020 en segunda división. Luego compró la categoría y se ha mantenido hasta el año 2023.

### Tabla Estadísticas - Global Torneos Cortos 1998-2023 C.D. Luis Ángel Firpo
| Equipo                                                              | Pts  | PJ  | PG  | PE  | PP  | GF   | GC   | Dif  |
| ------------------------------------------------------------------- | ---- | --- | --- | --- | --- | ---- | ---- | ---- |
| C.D. Luis Ángel Firpo Torneos Cortos 1998-2013                      | 949  | 622 | 251 | 196 | 175 | 848  | 664  | +184 |
| C.D. Luis Ángel Firpo (Juventud Independiente) Torneo Clausura 2016 | 44   | 24  | 13  | 5   | 6   | 33   | 25   | +8   |
| C.D. Luis Ángel Firpo Torneos Cortos 2016- 2023                     | 314  | 262 | 74  | 92  | 96  | 296  | 345  | -49  |
| C.D. Luis Ángel Firpo Total                                         | 1307 | 908 | 338 | 293 | 277 | 1177 | 1034 | +143 |

Datos actualizados hasta el  domingo 26 de noviembre de 2023, hasta el final de la temporada regular del Torneo Apertura 2023.

### Estadísticas Torneos Nacionales (Formato Antiguo y Torneos Cortos)
El C.D. Luis Ángel Firpo ha participado en 54 ediciones de la Primera División de El Salvador donde ha obtenido las siguientes estadísticas:
1783 juegos, donde ha logrado 664 victorias, 536 empates, 581 derrotas. En el total de goles cuenta con 2394 goles a favor y 2218 goles en contra para una diferencia de +176. Esto incluye juegos del torneo, repechaje para acceder a semifinales por empate en puntos, semifinales y finales disputadas por el equipo taurino.

### Tabla Estadísticas - C.D. Luis Ángel Firpo en Primera División
| Equipo                | Pts  | PJ   | PG  | PE  | PP  | GF   | GC   | Dif  |
| --------------------- | ---- | ---- | --- | --- | --- | ---- | ---- | ---- |
| C.D. Luis Ángel Firpo | 2528 | 1783 | 664 | 536 | 581 | 2394 | 2218 | +176 |

Datos actualizados hasta el sábado 26 de noviembre de 2016,. hasta el final del Torneo Apertura 2016.

### Estadísticas de participaciones en torneos internacionales
El Club Deportivo Luis Ángel Firpo ha participado en dos de los torneos de la Confederación del Norte, Centroamérica y el Caribe de Fútbol, CONCACAF, los cuales son: la Recopa de la CONCACAF (1993-1995), la Copa de Campeones y Subcampeones de la misma Confederación (1989, 1990, 1991, 1992, 1993, 1997 y 1998) que luego se convirtió en la CONCACAF Liga de Campeones participando en los torneos de la temporada 2008-09, 2009-10 y 2013-2014 y uno de la Unión Centroamericana de Fútbol, denominado Copa Interclubes (1999 y 2005) en los cuales ha sido protagonista. 

### Tabla Estadísticas - Participaciones enCopa de Campeones de la CONCACAF
El equipo pampero ha participado en ocho torneos de esta versión del torneo de la CONCACAF, de la cual ha logrado llegar en dos ocasiones a los cuartos de final (mejores 8 de la Confederación), logrando buenas participaciones en dicho torneo.
| Fase del Torneo        | Pts | PJ | PG | PE | PP | GF | GC | Dif | Ronda            |
| ---------------------- | --- | -- | -- | -- | -- | -- | -- | --- | ---------------- |
| Copa de Campeones 1989 | 2   | 3  | 0  | 2  | 1  | 1  | 2  | -1  | 1ª ronda         |
| Copa de Campeones 1990 | 10  | 8  | 3  | 4  | 1  | 10 | 4  | 10  | 3ª ronda         |
| Copa de Campeones 1991 | 7   | 6  | 2  | 1  | 1  | 15 | 8  | +7  | 3ª ronda         |
| Copa de Campeones 1992 | 5   | 4  | 2  | 1  | 1  | 3  | 2  | +1  | 3ª ronda         |
| Copa de Campeones 1993 | 5   | 4  | 2  | 1  | 1  | 10 | 5  | +5  | 2ª ronda         |
| Copa de Campeones 1994 | 0   | 2  | 0  | 0  | 2  | 2  | 6  | -4  | 1ª ronda         |
| Copa de Campeones 1997 | 7   | 5  | 2  | 1  | 2  | 7  | 5  | +2  | Cuartos de final |
| Copa de Campeones 1998 | 9   | 5  | 2  | 3  | 0  | 8  | 5  | +3  | Cuartos de final |

### Tabla Estadísticas - Participaciones enLiga de Campeones de la CONCACAF
El equipo pampero ha participado en tres torneos de esta versión del torneo de la CONCACAF, de la cual ha participado en dos ocasiones en la fase de grupos, logrando buenas participaciones en dicho torneo.
| Fase del Torneo                                | Pts | PJ | PG | PE | PP | GF | GC | Dif | Puesto Alcanzado |
| ---------------------------------------------- | --- | -- | -- | -- | -- | -- | -- | --- | ---------------- |
| Fase de Grupos 2008-09                         | 8   | 6  | 2  | 2  | 2  | 6  | 8  | -2  | 3°               |
| Ronda preliminar 2009-10                       | 2   | 2  | 0  | 2  | 0  | 2  | 2  | 0   | N/C              |
| Fase de Grupos 2013-14                         | 7   | 4  | 2  | 1  | 1  | 6  | 3  | +3  | 2°               |
| Total Participaciones en Liga de Campeones (3) | 17  | 12 | 4  | 5  | 3  | 14 | 13 | +1  | 9°               |

### Tabla Estadísticas - Participaciones enRecopa de la CONCACAF
La Recopa de la Concacaf era un título internacional de fútbol , que se disputaba anualmente entre clubes de fútbol pertenecientes a la Concacaf. Se realizó desde 1991 hasta 1998, y se disputaba entre los ganadores de Copa de cada país. En el caso de Luis Ángel Firpo participó en dos ediciones del torneo (1993 y 1995) quedando en tercer lugar y subcampeón de dicho torneo respectivamente. Las estadísticas alcanzadas se detallan a continuación:
| Fase del Torneo | Pts | PJ | PG | PE | PP | GF | GC | Dif | Ronda       |
| --------------- | --- | -- | -- | -- | -- | -- | -- | --- | ----------- |
| Recopa 1993     | 3   | 3  | 1  | 1  | 1  | 9  | 5  | 4   | 3° Lugar    |
| Recopa 1995     | 9   | 4  | 3  | 0  | 1  | 19 | 3  | 16  | Sub-Campeón |

### Tabla Estadísticas - Participaciones enCopa Interclubes de la UNCAF
La Copa Interclubes de la UNCAF fue un torneo de fútbol que se disputaba a nivel centroamericano entre los principales equipos de los países miembros de dicha agrupación. En el caso de Luis Ángel Firpo participó en dos ediciones del torneo (1999 y 2005) siendo su mejor puesto, alcanzar los cuartos de final en el 2005. Las estadísticas alcanzadas se detallan a continuación:
| Fase del Torneo        | Pts | PJ | PG | PE | PP | GF | GC | Dif | Ronda            |
| ---------------------- | --- | -- | -- | -- | -- | -- | -- | --- | ---------------- |
| Interclubes UNCAF 1999 | 8   | 8  | 2  | 2  | 4  | 7  | 13 | -6  | Fase de grupos   |
| Interclubes UNCAF 2005 | 5   | 4  | 1  | 2  | 1  | 8  | 10 | -2  | Cuartos de final |